# Hespagarista caudata
Hespagarista caudata är en fjärilsart som beskrevs av Herman Dewitz 1879. Hespagarista caudata ingår i släktet Hespagarista och familjen nattflyn. Inga underarter finns listade i Catalogue of Life.

## Bildgalleri

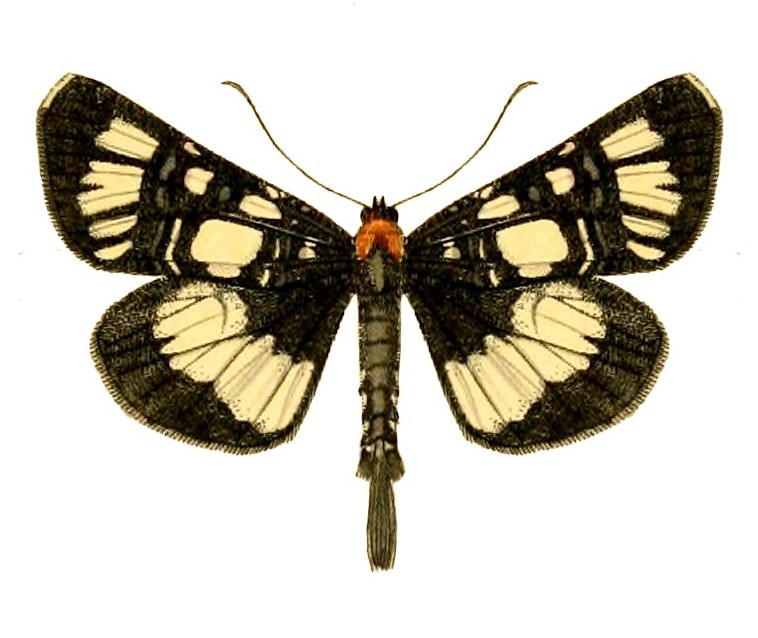